# 李匡筹
李匡筹（？—895年1月25日？），或作李匡俦，晚唐军阀，景福二年（893年）推翻兄长李匡威后成为卢龙节度使直至乾宁元年（894年）末或二年（895年）初战败。

## 家世及接管卢龙
李匡筹生年不详，是卢龙军部范阳人。父李全忠于光启元年（885年）推翻时任节度使李可举，自任节度使；二年（886年）李全忠死后，李匡筹兄李匡威接管卢龙，称留后，随后被任为节度使。
李匡威当政时，李匡筹的表现记载不多，只知道他时任兵马留后、检校司徒，并娶了国色天香的张氏为妻。景福二年，河东节度使李克用攻李匡威盟友成德节度使王镕，李匡威准备率军往救。在家人送他出征的家宴上，李匡威酒醉，强奸了张氏，李匡筹因此怀恨。三月，李匡威军成功打退李克用后正从成德返回，李匡筹夺取军府，自称留后，下令以兵符召还士卒。李匡威军大部弃之而去投奔李匡筹，使李匡筹在李匡威没有进一步军事行动的情况下接管了卢龙。李匡威写信给李匡筹托付军政。李匡筹素来暗懦，后李匡威评价李匡筹：“卢龙没有脱离我家的控制，我有什么好记恨的！只可惜李匡筹才短，不能保守，能到两年，就是幸事了。”
随后，王镕迎李匡威来成德，出于感激，事之如父（王镕时年只有19岁），但四月，李匡威试图从王镕手中夺取成德，被忠于王镕的士兵所杀。王镕以礼敛葬李匡威，素服哭之，遣使告李匡筹。得知李匡威死讯，李匡筹虽然对兄长怀恨，却佯作大怒，上表唐昭宗请求攻成德为其报仇，昭宗下诏不许，并下诏请宣武军节度使朱全忠调停。当时幽州人多不认同李匡筹夺取军镇，同月，幽州将领刘仁恭驻蔚州，所部思归，刘仁恭率军攻李匡筹。李匡筹在居庸关败刘仁恭，刘仁恭逃奔河东投李克用。六月，李匡筹遣使檄责王镕其杀兄之罪，但幕客写的檄文多不称意，只有记室马郁起草的檄文条列事状，提出十个可疑点，文辞华美丰赡，马郁以此知名。李匡筹不顾昭宗未授权，攻成德辖下乐寿、武强，声称为李匡威报仇。李克用也兵出缚马关，败成德军于平山，趁机进攻王镕外垒，王镕因失去幽州的帮助，只得乞求结盟才了事。朱全忠奉诏遣判官韦震出使幽州和解两镇。乾宁元年正月，李匡筹被任为检校太保、幽州大都督府长史、卢龙军节度使。

## 敗亡
劉仁恭到河東後，得李克用厚待。十月，他經由李克用謀主蓋寓請求李克用給他步騎一萬人，可取盧龍。李克用同意了，但最初只給他數千人。劉仁恭初攻盧龍因此失敗。李匡籌因此錯判形勢，自信可敗河東軍，當月，屢侵河東。李克用大怒，親自從晉陽率軍親自率軍大舉進攻盧龍，十一月，很快攻占武州，圍新州。十二月，李匡籌派大將所領的援軍步騎六七萬在段莊被李克用所選精兵大敗，斬首萬余級，生擒將校三百人，用繩子綁著斬殺於城下。當夜，新州向李克用投降。李克用又破盧龍軍於威塞，進軍攻取媯州。李匡籌又發兵出居庸關，李克用派精騎當其前以疲之，遣養子步將符存審從另一條路出擊夾擊其背，幽州軍大敗，殺獲萬計，符存審率前軍占領居庸關。李克用又謀劃幽州戍將高思繼兄弟在孔領關有兵三千為後患，遣人招之，高思繼等聞河東軍為李匡威報仇，欣然從之，為河東軍前鋒。李匡籌聽聞高思繼兄弟都叛了，率族人棄幽州，奔鄰鎮義昌軍部滄州。義昌軍節度使盧彥威卻貪圖李匡籌攜帶的輜重和妓妾，派軍伏擊李匡籌於景城，殺之，盡俘其輜重、部眾、僮仆、姬妾。幽州投降李克用，李克用讓劉仁恭掌控盧龍。張夫人因哺乳未能逃脫，劉仁恭將她俘虜後獻給李克用，為李克用所納，後成為其寵姬。

## 评价
- 《旧唐书》
  - 史臣曰：如朱克融、杨志诚、史元忠、张公素、李可举、李全忠，以不仁得之，靡更曩志。或寻为篡夺，或仅传子孙，咸非令终，盖其宜也。
  - 赞曰：蝎石之野，气劲人豪。二百余载，自相尊高。载义（李载义）、仲武（张仲武），亦多忠劳。余因篡得，不仁何逃？